# UNOSOM I
UNOSOM I (United Nations Operation in Somalia) è stata la prima parte del tentativo condotto dall'Organizzazione delle Nazioni Unite per fornire, facilitare e proteggere gli aiuti umanitari in Somalia ed anche per monitorare il primo cessate il fuoco ottenuto con la mediazione ONU nel conflitto civile somalo, nei primi anni novanta. 
Fu affiancata dalla missione umanitaria Provide Relief.

## Storia
L'operazione iniziò nell'aprile 1992, con la risoluzione 751/92 e venne poi affiancata, dopo il 3 dicembre dello stesso anno con la risoluzione 794, dall'operazione UNITAF (UNited Task Force). L'UNITAF lavorò in coordinamento con l'UNOSOM I per proteggere i principali centri abitati e garantire che l'assistenza umanitaria fosse consegnata e distribuita.

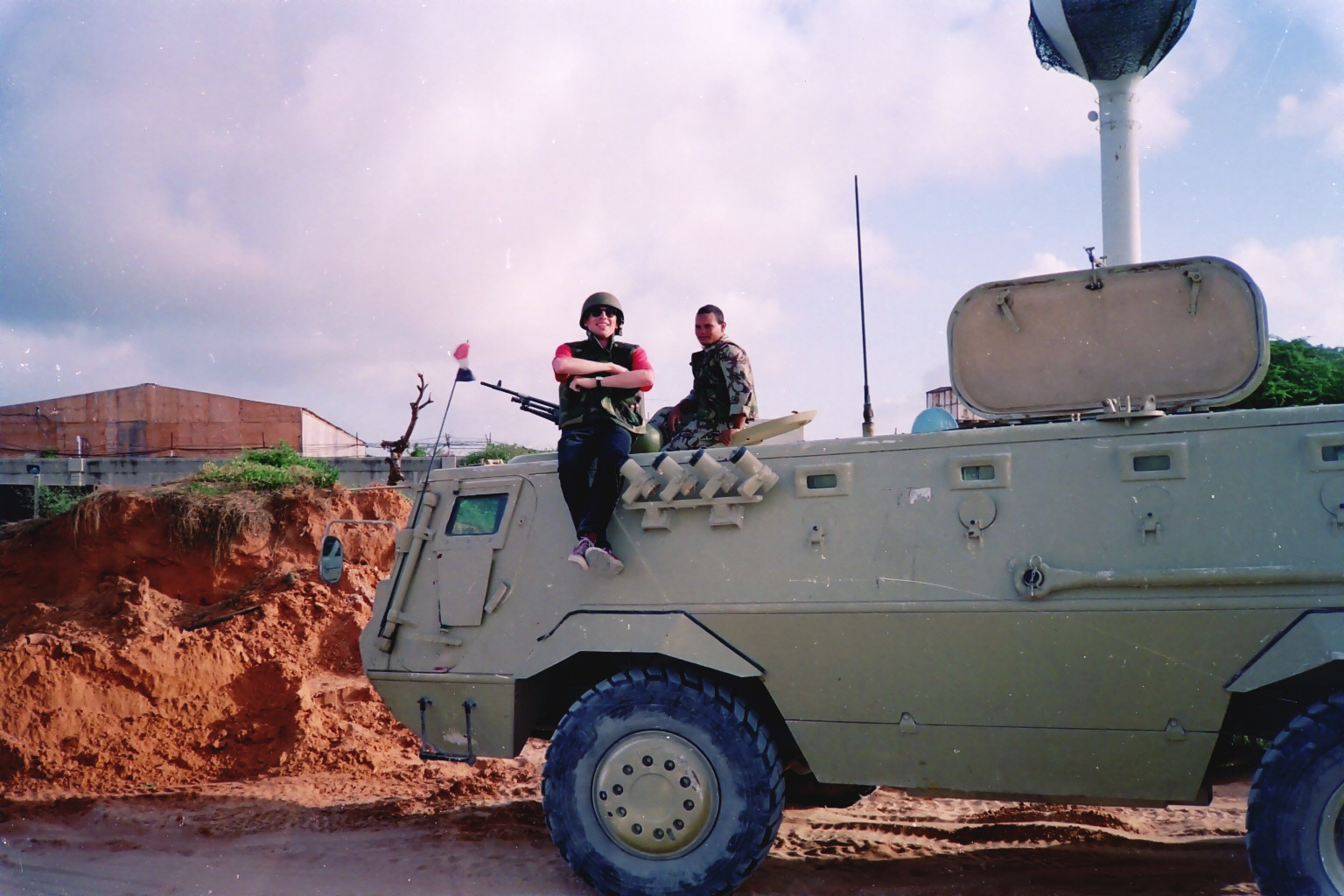
Autoblindo egiziano in Somalia nel luglio 1992 durante UNOSOM I

Alla missione parteciparono 50 osservatori militari, 3.500 addetti alla sicurezza, e fino a 719 uomini di supporto al personale militare, oltre a personale civile sia straniero sia locale. I Paesi che fornirono uomini furono: Australia, Austria, Bangladesh, Belgio, Canada, Cecoslovacchia, Egitto, Figi, Finlandia, Indonesia, Giordania, Marocco, Nuova Zelanda, Norvegia, Pakistan e Zimbabwe. Durante l'operazione, costata complessivamente 42,9 milioni di dollari, persero la vita 6 militari.
La missione si articolò in quattro zone:
- Nord-ovest: Hargeisa
- Nord-est: Bosaso
- Centro: Baidoa
- Sud: Chisimaio
- Mogadiscio

Nel dicembre 1992 si decise l'avvio di una missione militare in ambito ONU nota come operazione Restore Hope (ufficialmente UNITAF).
L'impossibilità a rispondere al fuoco contro le milizie armate somale, dovuta alle regole d'ingaggio, portò allo scioglimento di UNITAF nel maggio 1993, sostituita dalla missione  UNOSOM II. Autorizzata stavolta all'uso delle armi.